# Fortescue Railway
| Brücke über den Turner River |                      |                                |                                |
| Eisenerzgruben und Bahnlinien in der Pilbara-Region |                      |                                |                                |
| Streckenlänge: | 620 km               |                                |                                |
| Spurweite: | 1435 mm (Normalspur) |                                |                                |
| Streckengeschwindigkeit: | 80 km/h              |                                |                                |
| Zweigleisigkeit: | 120 km               |                                |                                |
| |                      |                                |                                |
| \| \| \| Herb Elliott Port \| \| \| \| \| \| \| \| \| \| \| \| \| \| \| Cloudbreak Mine \| \| \| \| \| Christmas Creek Mine \| \| \| \| \| von New Pilbara Port (geplant) \| \| \| \| \| Solomon Hub \| \| |                      |                                |                                |
| Betriebs-/Güterbahnhof Streckenanfang |                      | Herb Elliott Port              | Herb Elliott Port              |
| Strecke |                      |                                |                                |
| Strecke von links · Abzweig geradeaus und nach rechts |                      |                                |                                |
| Strecke · Dienststation / Betriebs- oder Güterbahnhof |                      | Cloudbreak Mine                | Cloudbreak Mine                |
| Strecke · Betriebs-/Güterbahnhof Streckenende |                      | Christmas Creek Mine           | Christmas Creek Mine           |
| Abzweig geradeaus und ehemals von rechts |                      | von New Pilbara Port (geplant) | von New Pilbara Port (geplant) |
| Betriebs-/Güterbahnhof Streckenende |                      | Solomon Hub                    | Solomon Hub                    |

Die Fortescue Railway ist eine Eisenbahngesellschaft in der Region Pilbara in Western Australia, die ein Streckennetz für den Eisenerztransport von den Gruben zum Hafen bei Port Hedland betreibt. Sie ist im Besitz der The Pilbara Infrastructure Pty Ltd, einer Tochtergesellschaft der International Bulk Ports Pty Ltd. im Besitz der Fortescue Metals Group (FMG).

## Geschichte
Nachdem sich die FMG jahrelang vergeblich darum bemühte, ihre Bergwerke Cloud Break und Christmas Creek über die bestehenden Linien der Bergbauunternehmen BHP Billiton und Rio Tinto an den Hafen in Port Hedland anzubinden, begann sie im November 2006 mit dem Bau eines eigenen Streckennetzes. Es war der erste Neubau einer Bahnstrecke in der Region seit mehr als 40 Jahren. Ihre Errichtung dauerte 18 Monate und kostete die Gesellschaft 2,5 Mrd. A$ (etwa 1,9 Mrd. Euro). Die einzige größere Bauunterbrechung wurde durch einen Zyklon verursacht, der im März 2007 zwei Arbeiter das Leben kostete. Es wurden acht Spannbetonbrücken und 360 Durchlässe errichtet. Sieben der Brücken wurden mit einer Bogenweite von 25 Metern errichtet, lediglich die Überführung der BHP-Billiton-Bahn ist als Balkenbrücke ausgeführt. Am 5. April 2008 konnte sie schließlich eröffnet werden.
Mitte Dezember 2010 wurde die 40 Kilometer lange Verlängerung zur Christmas Creek Mine eröffnet.
Im Dezember 2012 konnten das Streckennetz um eine 130 Kilometer lange Zweigstrecke zum Solomon Hub erweitert sowie 120 Kilometer zweigleisige Strecke in Betrieb genommen werden. Hierzu wurden vier neue Brücken und in Port Hedland zwei neue Wendeschleifen gebaut. Dies erweiterte die Kapazität der Strecke auf 155 Mio. Tonnen pro Jahr. Pro Tag können elf Züge abgefertigt werden. Die FMG investierte 9 Milliarden US-Dollar in dieses Projekt, was ungefähr 7 Milliarden Euro entsprach.

## Streckenbeschreibung

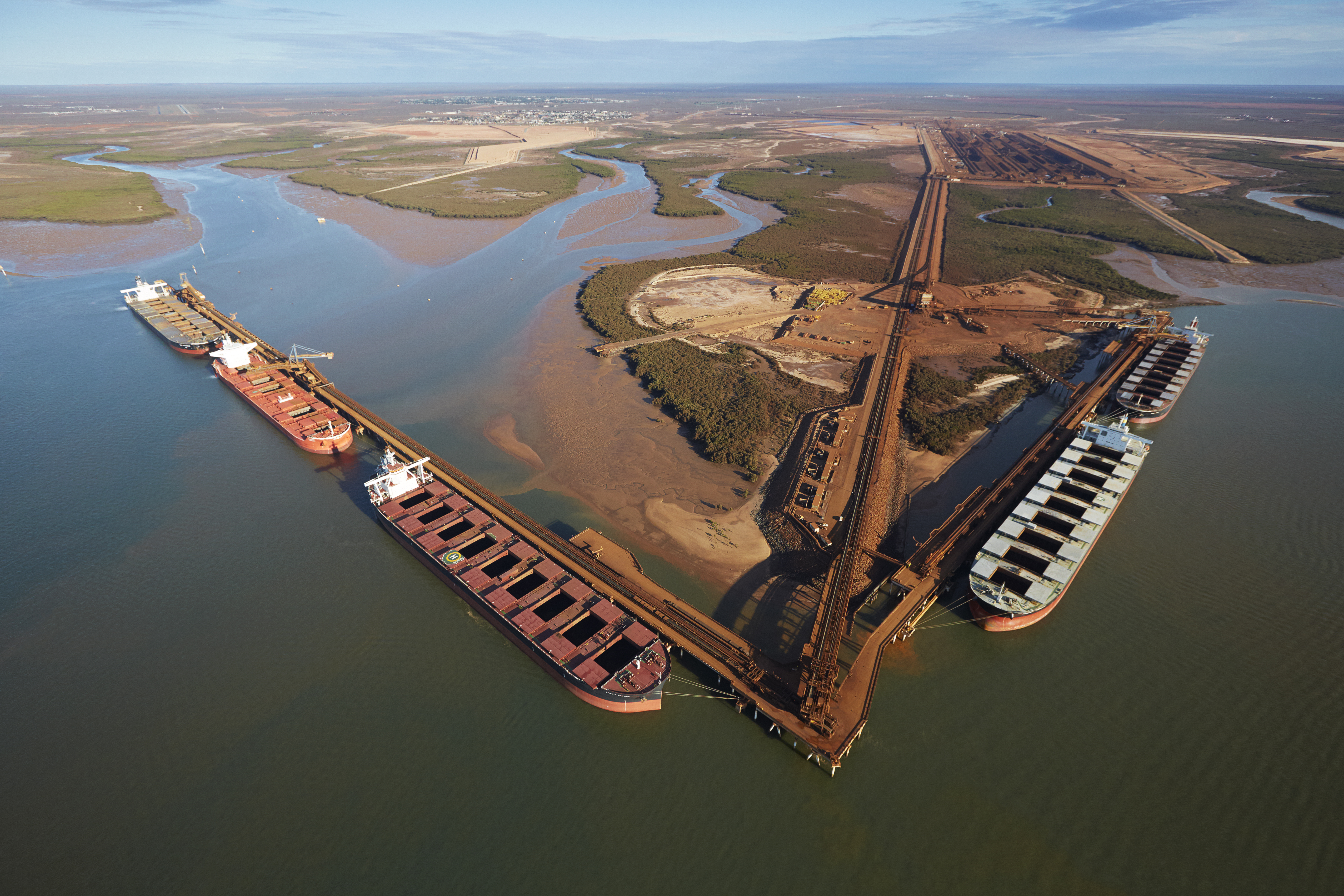
Herb Elliott Port im Jahr 2016

Die Strecke führt von der Christmas Creek Mine über die Cloud Break Mine zum Herb Elliott Port in Port Hedland. Sie hat acht 250 m und drei 3000 m lange Überholgleise. Der Anschluss am Hafen ist als Wendeschleife ausgeführt. Der Anschluss an den Tagebau ist mit einer 3000 m langen Ausweiche ausgestattet. Die Weichen mit beweglichen Herzstücken können mit einer Geschwindigkeit von 70 km/h befahren werden. Die Strecke führt über 100 km entlang der Mount Newman Strecke von BHP Billiton und überquert diese höhenfrei.
Der Oberbau ist mit Betonschwellen im Abstand von 675 mm verlegt und die Schienen wurden mit dem Abbrennstumpfschweißverfahren geschweißt. Nur in Ausnahmefällen wurde das Thermitschweißverfahren eingesetzt.

## Betrieb
FMG betrieb im Januar 2013 insgesamt 53 Lokomotiven, darunter GE Dash 9-44CW und EMD SD70ACe, sowie mehr als 3200 Eisenerz-Güterwagen und über hundert andere Güterwagen wie Kesselwagen für den Treibstoff der Lokomotiven, Schotterwagen, Seitenkipper, Schienentransportwagen und Kompressorwagen.
Die von CSR Zhuzhou in China gebauten Erzwagen wiegen leer 23 t und fassen ein Volumen von 69 m³. Aus ihnen wurden 19 Züge gebildet. Um den Wartungsaufwand zu reduzieren, sind die Erzwagen paarweise fest gekuppelt, so dass pro Wagen eine Kupplung entfällt und nur jeder zweite Wagen ein Steuerventil benötigt. Die Kupplungen sind drehbar, so dass die Wagen ohne Trennung des Zugverbandes im Hafen mit einem Doppel-Kreiselkipper entladen werden können. Dieser dreht jeweils zwei beladene, 150 t schwere Wagen um 160°, um sie zu entleeren. Die Anlage entleert pro Stunde bis zu 80 Wagen. Die mit elektropneumatischer Bremse von NYAB ausgerüsteten Züge können beladen bei einer Geschwindigkeit von 75 km/h in 800 m zum Stillstand gebracht werden, leer aus 79 km/h in 486 m.
Die Fahrtdauer für die Gesamtstrecke beträgt etwa fünf Stunden. Durchschnittlich verkehren 14 bis 15 Züge pro Tag, die einmännig geführt werden. Ein Umlauf dauert 19 bis 21 Stunden, wovon zweieinhalb Stunden für die Beladung und drei Stunden für die Entladung benötigt werden. Die 40 000-Tonnen-Züge sind bis zu 2,7 km lang und bestehen aus 250 Erzwagen, die mit zwei bis drei Lokomotiven bespannt werden. Jeder Zug befördert 36.000 Tonnen Erz zum Hafen.
Im ersten Abschnitt der Fahrt zum Hafen werden die Züge von einer Schiebelokomotive unterstützt, die während der Fahrt abgekuppelt wird. Im Hafen angekommen, übernehmen die Lokomotiven einen abfahrbereiten Leerzug. Damit der volle Zug ohne Lokomotiven in der Entladeanlage bewegt werden kann, müssen die Bremsen mithilfe von Kompressorwagen gelöst gehalten werden.
Der technische Zustand der Züge wird durch ortsfeste Überwachungsanlagen kontrolliert, die entlang der Strecken im Abstand von 50 km angeordnet sind. Jede Kontrollstation umfasst eine akustische Lagerüberwachung sowie Flachstellen- und Heißläuferortung. Der Zustand der Strecken wird dauernd mit instrumentierten Lokomotiven und Wagen überwacht. Die Schienen werden regelmäßig geschliffen.
Pro Jahr wurden zunächst 55 Mio. t umgeschlagen. Dies wurde bis Juni 2012 auf 72 Mio. t pro Jahr gesteigert. Die Strecke wird durch FMG von Perth aus im Zugleitbetrieb gesteuert. Die Gesellschaft erlaubt ausdrücklich, dass auch andere Eisenbahnunternehmen die Strecke nutzen.

### Unterhalt
Die Unterhaltsanlagen der FMG liegen südlich von Port Hedland. Ursprünglich wurden alle Arbeiten im Rowley Yard ausgeführt, dessen Namen auf Graeme Rowley, den ersten Geschäftsführer von FMG, zurückging. Mit der Erweiterung des Streckennetzes wurde im Juni 2013 leistungsfähigere Anlagen in Betrieb genommen. Die Lokomotiven werden im neu gebauten Kanyirri Yard gewartet, die Wagen im ehemaligen Rowley Yard, der nach Peter Thomas, dem Projektleiter des Streckennetzausbaus in Thomas Yard umbenannt wurde.
Der Unterhalt der Laufwerke der Erzwagen ist weitgehend automatisiert. Nachdem sie von einer Rangierlokomotive auf dem Vorplatz der Unterhaltshalle abgestellt worden sind, werden immer vier Wagen miteinander von einem automatischen Wagenschieber in den Arbeitsbereich gebracht, wo sie mit Hebeböcken angehoben werden und die Radsätze ausgetauscht werden. Die aufzuarbeitenden Radsätze gelangen über Schienen zur Aufarbeitungsstraße, wo als erstes die Achslagerdeckel entfernt werden, eine visuelle Kontrolle erfolgt und die Daten für die Aufarbeitung in das Fertigungskontrollsystem eingegeben werden. Danach wird in einer automatischen Fertigungsstraße jeder Radsatz vermessen, die Radsatzlager abgezogen, die Laufflächen überdreht, eine Ultraschallprüfung durchgeführt und die Radsatzlager wieder aufgepresst. Eine weitere Fertigungsstraße bearbeitet die Radsätze, bei welchen die Radscheiben getauscht werden müssen. Abpressen der Radscheiben, Waschen und Magnetpulverprüfung der Achswelle, sowie Aufpressen der Radscheiben erfolgen automatisiert.

### Betriebsleitzentrale
Der Betrieb der Fortescue Railway wird von einer Betriebsleitzentrale im 1300 km entfernten Perth überwacht. Sie ist normalerweise von drei Angestellten besetzt, wobei einer den Betrieb in Port Hedland eingeschlossen die Entladeanlage, einer den Betrieb bei den Gruben und einer die Strecken überwacht.

### Sicherungsanlagen
Der Verkehr auf dem Streckennetz wurde anfänglich mit schriftlichen Befehlen geregelt, später auf Positive Train Control umgestellt, wobei die Umstellung im Dezember 2013 abgeschlossen werden konnte. Erstmals wurde außerhalb Nordamerikas das ITCS-System angewendet. Bei diesem von General Electric gelieferten System wird ähnlich wie beim europäischen ETCS Level 2 die Zugposition und die Fahrerlaubnis über Datenfunk übertragen.
Die Strecke ist in acht Kilometer lange Blockabschnitte unterteilt, die durch Gleisstromkreise überwacht werden, wobei mit der Einführung des ITCS auf einen Betrieb mit vier Kilometer langen virtuellen Blockabschnitten umgestellt wurde. Die Strecke ist mit 150 mit Solarenergie betriebenen Signaleinheiten versehen, welche mit einer Stützbatterie versehen sind, die bei Ausfall der Solarenergie die Anlage fünf Tage weiter betreiben kann.

### Achslast
Die Bahnstrecken der Fortescue Railway wurde im Vergleich zu den in der Region bereits bestehenden Bahnstrecken, die mit 35 beziehungsweise 37,5 Tonnen Achslast ausgelegt sind, für eine höhere Achslast von 40 Tonnen ausgelegt. Damit stellte die Strecke einen neuen Weltrekord bezüglich der Achslast auf. Es wurden Schienen mit einem Metergewicht von 68 kg und dem Profil PG4 verwendet.
Im November 2014 wurde die Achslast auf 42 Tonnen erhöht, wobei Züge mit bis zu 43,5 Tonnen Achslast geführt werden. 140 Wagen sind versuchsweise mit SKF-Lagern für 45 Tonnen Achslast ausgerüstet.

## Ausbau
Es gibt weitergehende Pläne, das Streckennetz um einen Westast von Solomon Hub in Richtung New Pilbara Port bei Anketell sowie zum Tagebau Western Hub auszubauen. Damit soll die Leistungsfähigkeit auf dem Netz bis Juni 2017 auf 355 Mio. t pro Jahr gebracht werden.